# 直良有祐
直良 有祐（なおら ゆうすけ、1971年1月9日 - ）は日本のゲームクリエイター、イラストレーター。島根県出雲市出身。
スクウェア・エニックス、ディライトワークスを経て、現在はIZM designworks代表取締役とラセングル所属。

## 略歴
島根県立出雲高等学校卒。専門学校卒業後、東亜プランへ。アーケードゲームの開発に携わる。
1993年6月、スクウェア（現スクウェア・エニックス）へ移籍。アートディレクターとして『ファイナルファンタジー』シリーズに参加。主に背景やモデリングの統括などを担当する。
その後いくつかの作品でキャラクターデザインを務めた後、制作集団WARHEADを結成。様々なメディアへと展開している『コード・エイジ』シリーズを立ち上げる。
2016年9月30日、スクウェア・エニックスを退社。その後フリーランス期間を経て、故郷の出雲市で自らの会社であるIZM designworksを設立、また元スクウェア・エニックスの塩川洋介が所属するディライトワークスの新設部門（ディライトアートワークス・ディライトグラフィックワークス）を統括するクリエイティブオフィサーにも就任した。
Photoshop利用者として有名で、Adobe公式サイトにてインタビュー記事が数度公開されている。

## 作品
- ヴイ・ファイヴ（1993年）：グラフィックデザイン
- ファイナルファンタジーシリーズ
  - ファイナルファンタジーVI（1994年）：フィールドグラフィック
  - ファイナルファンタジーVII（1997年）：アートディレクター
  - ファイナルファンタジーVIII（1999年）：アートディレクター
  - ファイナルファンタジーX（2001年）：アートディレクター
  - ビフォア クライシス ファイナルファンタジーVII（2004年）：アートスーパーバイザー
  - ファイナルファンタジーVII アドベントチルドレン（2005年）：アートディレクター、サブキャラクターデザイン
  - ダージュ オブ ケルベロス ファイナルファンタジーVII（2006年）：アートスーパーバイザー
  - ファイナルファンタジー零式（2011年）：アートディレクター
  - ファイナルファンタジーXIII-2（2011年）：コスチュームデザイナー
  - ファイナルファンタジーXV（2016年）：アートディレクター
  - ファイナルファンタジー ブレイブエクスヴィアス（2015年 - ）：キャラクター・ボスデザイン
- フロントミッションシリーズ
  - FRONT MISSION（1995年）：グラフィックデザイン
  - FRONT MISSION4（2003年）：キャラクターデザイン
  - FRONT MISSION5 ～Scars of the War～（2005年）：キャラクターデザイン
- クロノ・トリガー（1995年）：フィールドグラフィック
- ベイグラントストーリー（2000年）：アクセサリーデザイナー
- バウンサー（2000年）：美術監修
- サガシリーズ
  - アンリミテッド:サガ（2002年）：アートディレクター
  - ロマンシング サガ -ミンストレルソング-（2005年）：アートディレクター
  - インペリアル サガ エクリプス（2019年 - ）：メインキャラクターデザイナー
- コード・エイジ コマンダーズ（2005年）：プロデューサー、コンセプトアート
- ラスト レムナント（2008年）：アートプロデューサー
- ソングサマナー 歌われぬ戦士の旋律（2008年）：キャラクターデザイン
- エストポリス（2010年）：キャラクターデザイン
- ケイオスリングス（2010年）：キャラクターデザイン
- 戦国IXA（2010年）：キャラクターデザイン（レアリティ天の武将）
- メギド72（2017年）：メインビジュアル
- REYNATIS/レナティス（2024年）：キーアート